# Have Guitar Will Travel
| Recensione | Giudizio |
| ---------- | -------- |
| AllMusic   |          |

Have Guitar Will Travel è il terzo album discografico del musicista rock and roll e blues Bo Diddley, pubblicato nel gennaio 1960 dalla Checker Records.

## Tracce

### LP
(1960, Checker Records, LP 2974)
Lato A
Testi e musiche di Bo Diddley, eccetto dove indicato.
1. She's Alright – 3:56 – Registrato inizi di settembre 1959
2. Cops and Robbers – 3:21 – Registrato nell'ottobre del 1956
3. Run Diddley Daddy – 2:36 (Kent Harris) – Registrato inizi di settembre 1959
4. Mumblin' Guitar – 2:49 – Registrato nella primavera del 1959
5. I Need You Baby – 2:18 – Registrato 8 febbraio 1957

Durata totale: 15:00
Lato B
Testi e musiche di Bo Diddley.
1. Say Man, Back Again – 2:53 – Registrato inizi di settembre 1959
2. Nursery Rhyme – 2:43 – Registrato nela primavera del 1959
3. I Love You So – 2:20 – Registrato nella primavera del 1959
4. Spanish Guitar – 3:58 – Registrato il 14 luglio 1955
5. Dancing Girl – 2:17 – Registrato il 10 novembre 1955
6. Come On Baby – 2:52 – Registrato nel febbraio del 1959

Durata totale: 17:03

## Formazione
She's Alright / Run Diddley Daddy / Say Man, Back Again
- Bo Diddley – voce, chitarra, cori (She's Alright)
- Peggy Jones – chitarra (Say Man, Back Again e Run Diddley Daddy), cori (She's Alright)
- Jerome Green – maracas (eccetto in Run Diddley Daddy), seconda voce (Say Man, Back Again), cori (She's Alright)
- Willie Dixon – contrabbasso (Say Man, Back Again e Run Diddley Daddy)
- Lafayette Leake – pianoforte
- Clifton James (o) Frank Kirkland – batteria

Cops and Robbers
- Bo Diddley – voce, chitarra
- Otis Spann – pianoforte
- Willie Dixon – contrabbasso
- Jerome Green – maracas, voce
- Clifton James – batteria

Mumblin' Guitar / Nursery Rhyme/ I Love You So
- Bo Diddley – voce (eccetto in Mumblin' Guitar), chitarra
- Peggy Jones – chitarra (in Mumblin' Guitar e I Love You So)
- Jerome Green – maracas, seconda voce (in I Love You So)
- Clifton James  – batteria
- Sconosciuto – tamburello (in Mumblin' Guitar)

I Need You Baby
- Bo Diddley – voce, chitarra
- Peggy Jones – chitarra
- Frank Kirkland – batteria
- Jerome Green – maracas

Spanish Guitar
- Bo Diddley – voce, chitarra
- Lester Davenport – armonica a bocca
- Willie Dixon – contrabbasso
- Clifton James – batteria
- Jerome Green – maracas

Dancing Girl
- Bo Diddley – voce, chitarra
- Jody Williams – chitarra
- Willie Dixon – contrabbasso
- Clifton James – batteria
- Jerome Green – maracas

Come On Baby
- Bo Diddley – voce, chitarra
- Peggy Jones – chitarra
- Lafayette Leake – pianoforte
- Willie Dixon – contrabbasso
- Clifton James (o) Frank Kirkland – batteria
- Jerome Green – maracas[6] [7]

## Classifica
Singoli
| Anno | Titolo del brano    | Classifica            | Posizione raggiunta |
| ---- | ------------------- | --------------------- | ------------------- |
| 1959 | Say Man, Back Again | Hot R&B/Hip-Hop Songs | 23                  |